# Садовий (Гіагінський район)
Садовий (рос. Садовый; адиг. Чъыгхат) — хутір Гіагінського району Адигеї Росії. Входить до складу Айрюмовського сільського поселення.

## Сучасність
В хуторі 1 вулиця - Лугова. Населення —  196 осіб (2015 рік).

## Географія
Площа території хутора становить - 0,27 км², на які припадають 0,20% від загальної площі сільського поселення. Населений пункт розташований на Закубанській похилій рівнині, в перехідній від рівнинної в передгірську зону республіки. Середні висоти на території хутора становлять близько 160 метрів над рівнем моря. Рельєф місцевості являє собою в основному хвилясті рівнини, що має загальний ухил з південного заходу на північний схід, з горбисто-курганними і горбистими височинами. Долини річок порізані балками і пониженнями.